# Illa de Gràcia
L'illa de Gràcia, o illa fluvial de Gràcia, és un illot català pertanyent al municipi de Deltebre, al Baix Ebre, que es troba en el tram final del riu Ebre i que té uns dos quilòmetres de longitud. Les seves 130 hectàrees estan destinades, bàsicament, al conreu agrícola, amb especial èmfasi als cítrics. També compta amb una empresa organitzadora d'esdeveniments i amb bosc de ribera, també anomenat albereda. Només hi ha un pont per accedir-hi per terra. Aquest es troba just davant de l'entitat de població de Balada, la meitat de la qual pertany a Sant Jaume d'Enveja (Baix Ebre) i l'altra meitat a Amposta (Montsià). L'illa de Gràcia està també davant d'una altra entitat de població, la de Jesús i Maria, que pertany tota ella al municipi de Deltebre. L'Illa de Gràcia és la segona més gran d'aquest riu després de l'Illa de Buda. L'illa de Gràcia va ser propietat de Josep Maria Cartes i Mur (1877-1929), regidor de l'ajuntament de Tortosa, president de la Federació Agrícola de l'Ebre (1919-1929) i diputat provincial fins que la dictadura de Miguel Primo de Rivera va desmantellar la Mancomunitat. J. M. Cartes Mur va destacar com a defensor dels interessos agrícoles. Tot i que s'hi pot entrar lliurement, avui dia, l'illot segueix estant en mans privades.